# Jesse Stacken
Jesse Stacken (* 28. Juni 1978 in Minnesota) ist ein US-amerikanischer Jazzpianist, Komponist und Musikpädagoge.

## Leben
Stacken begann mit zehn Jahren Klavier zu spielen; mit 16 Jahren wandte er sich dem Jazzimprovisation zu. Nach dem Erwerb des Bachelor in Musikpädagogik an der University of Wisconsin at Eau Claire setzte er sein Studium an der Manhattan School of Music fort, wo er bei Garry Dial studierte und den Master in  Jazz Piano erwarb. In New York arbeitete er mit Michael Blake, Tyshawn Sorey, Peter van Huffel, Liam Sillery, Sherisse Rogers und Erica von Kleist. Er trat in New Yorker Clubs wie der Jazz Gallery, Jazz Standard, The Stone, Cornelia Street Cafe und im Barbès auf und arbeitete ab 2005 mit einem eigenen Trio (That That, Fresh Sound Records 2008), mit Eivind Opsvik und Jeff Davis. Zu den weiteren Projekten gehört die Formation No Truck (mit Kirk Knuffke, Justin Keller und Ziv Ravitz), das Duo Stacken/Knuffke (Album Mockingbird auf SteepleChase Records 2009); ferner arbeitete er mit Darcy James Argue, Tony Malaby, Sean Conly, Tom Rainey, Rufus Reid, Mat Maneri, Gerald Cleaver und Chris Potter, in Deutschland mit Tobias Christl. Im Bereich des Jazz war er zwischen 2001 und 2011 an 16 Aufnahmesessions beteiligt. Stacken unterrichtet an der Bloomingdale School of Music in Manhattan.

## Diskographische Hinweise
- Kirk Knuffke / Jesse Stacken: Orange Was the Color (2011[6])
- Bagatelles for Trio (2012), mit Eivind Opsvik, Jeff Davis